# محمود صمیمی
محمود صمیمی (زادهٔ ۱۳۶۷ در شلمزار) ورزش‌کار رشته پرتاب دیسک اهل ایران است.
محمود برادر کوچکتر عباس صمیمی و محمد صمیمی دو پرتابگر دیسک دیگر است.